# 第501重戦車大隊
第501重戦車大隊（だい501じゅうせんしゃだいたい、独：Schwere Panzerabteilung 501）は第二次世界大戦時に存在したドイツ国防軍陸軍直轄の重戦車大隊、後の第10戦車師団第3大隊、第424重戦車大隊、第512重戦車駆逐大隊。

## 戦歴

### アフリカ戦線
1942年11月23日、北アフリカ戦線が終末する中、第501重戦車大隊はチュニジア防衛に投入され。 ティーガーI極初期型20両とIII号戦車（J型及びN型 ）25両で編成され、1942年11月23日からチュニジアに揚陸された最初のアフリカ向け部隊で、主にチュニジアでイギリス軍と戦闘を行った。 
第5装甲軍、アルニム上級大将指揮下でアメリカ軍進撃阻止に参戦し、1943年2月の春風作戦ではアメリカ第1機甲師団を殲滅状態にした。しかし、アルニムとロンメルの確執から戦略機動の好機を逸したドイツ軍の作戦は後手に回り、物量に勝る連合軍に追いつめられていった。2月には第10戦車師団第3大隊に改称され残余部隊になった501大隊は3月に新編派遣された504大隊に吸収された、その後もチュニス防衛戦で最後まで戦い続けていたが、5月12日、在アフリカ枢軸軍の全面降伏にともない、チュニジアのチュニス東方のボン岬にてイギリス軍に降伏した。

### 東部戦線
1943年9月から残余部隊を中心にティーガーI45両で再編成され、12月から東部戦線に送られた。1944年のソ連軍の夏季攻勢によって再び全滅した。 
1944年7月に戦線から撤退し、ティーガーIIを支給され再編成され、再び東部戦線に投入された。しかし、行軍中に減速機の故障が多発したため修理交換を行う事になった。12月19日には第424重戦車大隊と改称された。
ポーランド南部において1945年1月に開始されたソ連軍の冬季攻勢によってまたも壊滅し、2月にソ連軍に降伏した後に、生き残った残存隊員は第512重戦車駆逐大隊の基幹要員となった。